# Орсон і Олівія
Орсон і Олівія – анімаційний комедійно-драматичний телесеріал виробництва Ellipse Entertainment, який транслювався на каналі TF1. Героями серіалу є двоє сиріт, які живуть у вікторіанському Лондоні. Серіал базується на французькій серії коміксів Basil et Victoria (Василь і Вікторія) авторства Едит та Янн. У 2014 році всю серію було перекладено на англійську мову і видано як книжку під назвою «Василь і Вікторія: лондонські лахмітники» («Basil & Victoria: London Guttersnipes»).
Серіал також виходив у етер у багатьох країнах світу, наприклад: Rai Uno в Італії, TVP3 у Польщі, Sky One в Об’єднаному Королівстві, ABC в Австралії, MetroVision і TV3 у Малайзії, Channel 5 у Сингапурі, KiKa в Німеччині, TVI у Португалії, SABC2 у Південній Африці, Showcase та Canal Famille у Канаді, RTÉ Two в Ірландії, HBO у Новій Зеландії та Minimax в Угорщині.

## Резюме
Орсон і Олівія — двоє одинадцятирічних сиріт, які мешкають на човні у Доках Святої Катерини. Аби вижити, вони мусять шукати їжу, а для заробітку ловлять пацюків. З ними та їхніми приятелями також трапляються різноманітні пригоди. Це і пригоди з правоохоронцями, і зустрічі з іноземцями, а також зустріч із Королевою Вікторією, Шерлоком Голмсом, Льюїсом Керролом та Чарлзом Дікенсом.

## Персонажі

### Основні
- Орсон — малий лисий сирота, який живе на човні зі своєю подругою/дівчиною Олівією. Заробляє тим, що ловить пацюків. Спокійний, уважний із благородною душею, Орсон вважає що здатний на великі вчинки. Улюблена страва — оселедець.
- Олівія — мала сирота, яка живе на човні зі своїм другом/хлопцем Орсоном. Як і її хлопець, Олівія заробляє на життя тим, що ловить щурів. Запальна, вперта, але щира, Олівія мріє, що колись стане відомою на весь Лондон художницею. Улюблена страва — сосиски. Схильна бачити яскраві сни або кошмари, які зазвичай відображують її найбільші мрії або страхи.
- Фальстаф — вірний пес Орсона та Олівії, якого вони вважають найкращим ловцем пацюків у Лондоні.
- Лантух — малий сирота, друг Орсона та Олівії. У доках шукає спосіб заробити, а також вихваляється своїми уявними талантами. Йому подобається Олівія, навіть попри те, що вона погано ставиться до Лантуха та наполягає на тому, що їй подобається лише Орсон.
- Тедді — малий сирота, друг Орсона та Олівії. Серед усіх друзів Тедді єдиний хто вміє читати та писати, і зазвичай саме він повідомляє іншим новини міста оскільки працює продавцем газет.
- Рікі Дрипніс — малий сирота, великий шанувальник Шерлока Голмса. Рікі слідкує за всіма справами Шерлока і навіть носить такий же дирсталкер, як і сам Голмса. Рікі має гарний голос, завдяки якому і заробляє на життя.
- Жабка — мала білява сирота, яка заробляє на життя вуличними акробатичними виступами. Мешкає разом із Тедді та Лантухом.
- Грушопик — товстий лисий сирота, який продає сірники на вулиці. Найбільше любить їсти смаколики, особливо пудинг та тістечка.

### Часті
- Головний інспектор Лестрейд — надокучливий та іноді некомпетентний інспектор зі Скотленд-Ярду. Щоразу коли він бачиться з Орсоном та Олівією, Лестрейд не бере до уваги того, що йому кажуть, і каже що він слідкує за розслідуванням.
- Шерлок Голмс та Доктор Ватсон — двоє відомих детективів, які розкривають усі таємниці завдяки дедуктивному методу. Кілька разів Голмс та Ватсон допомагають Орсонові та Олівії, а на відміну від Лестрейда, детективи вірять усьому, що кажуть йому сироти.
- Королева Вікторія — правителька Британської імперії. За час пригод Орсон і Олівія зустрічають її кілька разів.
- Робекс-Горлоріз — жорстокий вбивця, впійманий Шерлоком Голмсом із допомогою Орсона та Олівії. Згодом його звинувачують у 7 вбивствах, але Горлорізові вдається втекти, і той клянеться помститися детективові та сиротам за те, що запроторили його до в’язниці. Під час спроби вбити Орсона та Олівію Голмс його ловить знову.
- Грег — син місцевого торговця птицею та ватажок гурту, ворожого до Орсона, Олівії та їхніх друзів.

## Епізоди
| Епізод | Назва                         |
| ------ | ----------------------------- |
| 1      | Генрієта                      |
| 2      | Мюзик-хол                     |
| 3      | Коштовності корони            |
| 4      | Підкорювачі Північного полюсу |
| 5      | Чорне копито                  |
| 6      | 37-й герцог Сатерленду        |
| 7      | Кам’яне серце                 |
| 8      | Танцюючі очі                  |
| 9      | Діти Махараджі                |
| 10     | Бомба                         |
| 11     | Ганебне парі                  |
| 12     | Баобаб                        |
| 13     | Містер Вільям                 |
| 14     | Вантажник Джим                |
| 15     | Осадкуватий писар             |
| 16     | Жінка XX століття             |
| 17     | Помста Робекса                |
| 18     | На вихід, будь ласка          |
| 19     | День дурня                    |
| 20     | Птах Фальстафа                |
| 21     | Лебеді Темзи                  |
| 22     | Танець живота                 |
| 23     | Інший бік туману              |
| 24     | Рожева стрічка                |
| 25     | Ромео та Олівія               |
| 26     | Різдвяний пудинг              |